# Toiletter i Japan
Der findes to typer toiletter i Japan

. 
Den ældste type er et simpelt toilet, hvor man skal sidde på hug. 
Efter 2. verdenskrig blev de moderne vestlige typer af toiletter, som fx træk-og-slip toilet og pissoir, mere normale. 
Senere er der udviklet mere avancerede modeller med for eksempel varme i sædet, 'rumpe-skyl'-funktion og lufttørring med varm luft.

## Galleri
- Gammelt Japansk 'pedallokum'
- Pedallokummer
- Japansk toilet med bidet-funktion
- Kontrolpanel for "super" toilettet på Google's Corp hovedkvarter.
- Japansk toilet med bidet-funktion. Model TOTO TCF531C